# 琵琶鴨

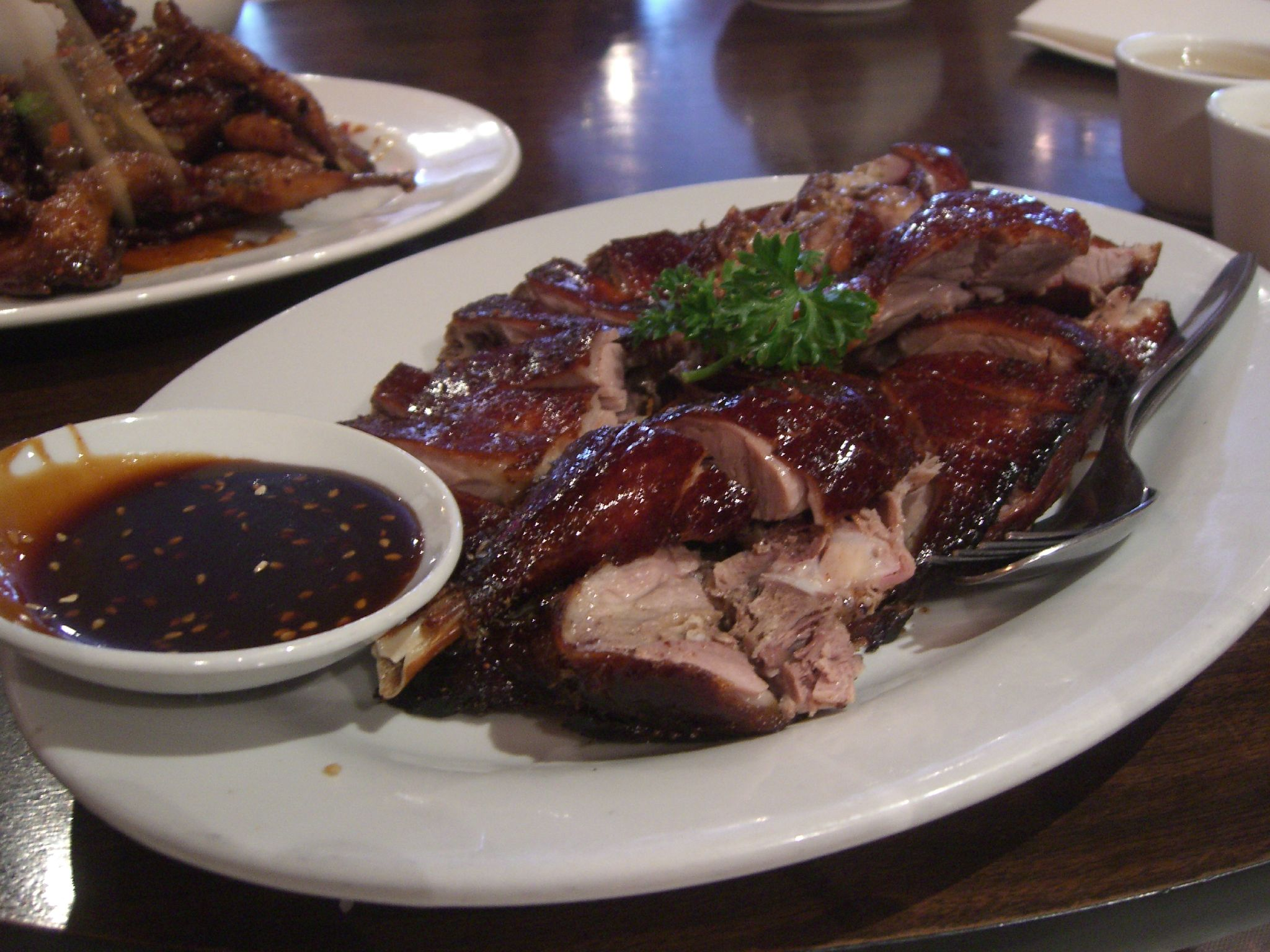
琵琶鸭

琵琶鴨，是中國菜之鴨肉美食，由鴨全隻烤製而成，經過沸水及過冷河，剖腹鴨成扁平木板形狀，去鴨掌，加調味料腌製，竹筷子撐成琵琶狀，陰晾後，入烤爐，刀切上桌。食客用鴨醬、白糖點食。琵琶鴨色紅潤，香甜，肥而不膩，鮮脆為佳。 

## 腌料
鹽、明礬、生薑、八角、月桂桂皮、大蔥

## 相關
- 北京填鴨
- 南京琵琶鴨
- 廣東琵琶鴨
- 醬板鴨